# Gerhard Winkler (Komponist)
Gerhard Winkler (* 12. September 1906 in Rixdorf, Landkreis Teltow, Provinz Brandenburg; † 25. September 1977 in Kempten (Allgäu)) war ein deutscher Komponist von Unterhaltungsmusik. Berühmt wurde er durch seinen 1943 komponierten Erfolgstitel von den Capri-Fischern, erschienen nach dem Ende des Zweiten Weltkriegs, der sich bis Ende der 1940er Jahre als deutscher Schlager behauptete und heute noch gespielt wird.

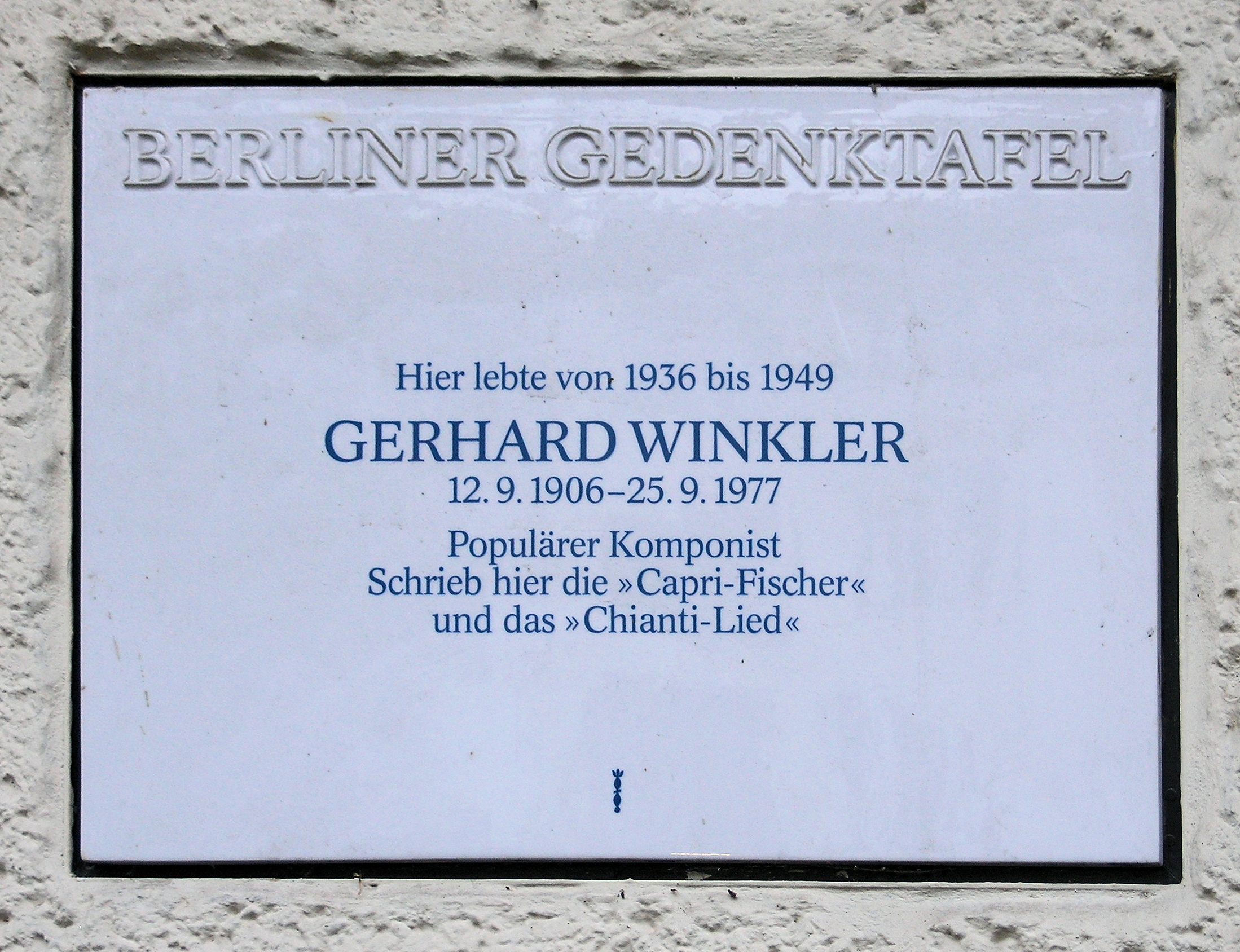
Berliner Gedenktafel am Haus Nassauische Straße 61, in Berlin-Wilmersdorf

## Leben
Winkler wurde am 12. September 1906 in der Stadt Rixdorf am Stadtrand von Berlin (heute Bezirk Berlin-Neukölln) als Sohn des aus Schlesien stammenden Kunstschlossers Franz Winkler und dessen Frau Emma geboren. Mit zehn Jahren sang er als Sopran zunächst im Chor der Neuköllner Christuskirche, danach im Königlichen Hof- und Domchor. Seine erste Komposition, das Lied An meinen Buchfinken, entstand bereits 1913. Vom 1. Oktober 1920 bis zum 30. September 1922 ging er beim Musikverlag Robert Rühle in die Lehre und wurde ab 1922 zudem im Englerschen Konservatorium an Klavier und Violine sowie in Komposition und Musiktheorie ausgebildet. Bei einem Schulkonzert 1923 wurde seine Suite Im Maien als erstes Werk öffentlich aufgeführt. Nach Auftritten als Ensemblepianist wurde Winkler ab 1936 als Salon-, Schlager- und Filmkomponist bekannt. Berühmtheit erlangte er durch das 1943 komponierte Lied Caprifischer (bekannt in der Version von Rudi Schuricke). Weil Winkler, ähnlich wie Karl May, von Gegenden und Menschen berichtete, die er nie gesehen hatte, wurde er einmal als Karl May des Schlagers bezeichnet. Erst zehn Jahre nach dem Erscheinen der Capri-Fischer besuchte Winkler 1953 die Insel.
Nach dem Zweiten Weltkrieg arbeitete er als Operettenkomponist. Für seine Werke auf diesem Gebiet setzte sich vor allem der Dirigent Franz Marszalek im WDR Köln ein. Winklers Musik zu zahlreichen (v. a. Schwarzwald-)Heimatfilmen prägte die Wirtschaftswunderzeit, vor allem aber trugen seine teilweise noch vor Kriegsende entstandenen Schlager zur deutschen Italienbegeisterung bei. Er kann als einer der Väter des deutschen Reiseschlagers gelten und ist ohnehin der wohl einflussreichste Komponist in der Ära des klassischen deutschen Nachkriegsschlagers. Mit über 1000 datierten und über 300 zumindest im Entwurf vorliegenden Werken gehörte er zu den Produktivsten seines Standes. Winkler war über 20 Jahre für die GEMA tätig (1954 im Schlichtungsausschuss, 1956 bis 1975 in der Wertungskommission, 1957 bis 1975 im Aufsichtsrat, 1967 bis 1971 im Programmausschuss).
Gerhard Winkler war zweimal verheiratet und hat aus zweiter Ehe den Sohn Hans Andreas Winkler (* 22. Juli 1952 in Neuhaus am Schliersee), der heute in Leipzig im Gerhard Winkler Musikarchiv den künstlerischen Nachlass seines Vaters verwaltet. Seine zweite Frau, Maria (Traudl) Winkler (1922–2012), lernte Gerhard Winkler während des Zweiten Weltkriegs in Berlin kennen. Sie setzte sich nach seinem Tod im Jahr 1977 bei Radiosendern dafür ein, dass Winklers Kompositionen weiter gespielt werden.
Winkler lebte überwiegend in Berlin, besaß aber von 1961 bis 1966 auch eine Villa als Sommersitz in Morcote (Ortsteil Arbostora, Str. Prof. Teucro Isella 21, direkter Nachbar von Peter Alexander) im Tessin (Schweiz). 1969 verkaufte Gerhard Winkler seine Berliner Villa und übersiedelte in die Schweiz nach Zollikon bei Zürich an die Goldküste. Außerdem ließ er 1970 in München-Harlaching ein Haus als Zweitwohnsitz bauen. 1976 erwarb Gerhard Winkler ein Ferienhaus auf dem Bremberg bei Kempten (Allgäu), wo er 1977 an den Folgen einer Lungenentzündung starb und auf dem dortigen Zentralfriedhof beigesetzt wurde.

## Ausgewählte Werke
Lieder und Schlager
- 1936: O mia bella Napoli; Neapolitanisches Ständchen (Dieser Schlager war auch in Italien ein großer Erfolg)
- 1940: Chianti-Lied (Text: Ralph Maria Siegel)[3]
- 1943: Caprifischer (Text: Ralph Maria Siegel)
- 1943: Wer weiß von uns, was morgen ist
- 1943: Liebe Mutter, weine nicht!
- 1944: O-la-la ist das Schlagwort von ganz Paris
- 1952: Schütt die Sorgen in ein Gläschen Wein
- 1952: Mütterlein
  - Englische Fassung, 1953: Answer Me, My Love, Text: Carl Sigman
  - 2. deutsche Fassung: Glaube mir, Text: Fred Rauch
- 1954: Heideröslein (unter Pseudonym Peter Jan Hansen; Text: Walter Rothenburg)
- Frühling in Sorrent (Text: Ralph Maria Siegel); Schützenliesel (unter dem Pseudonym Ben Bern; Text: Fred Rauch mit Fini Busch); Wenn in Florenz die Rosen blühn (Text: Ralph Maria Siegel), Espagnola (Bearbeitung: Arno Oberländer)
- Der kleine Postillion (Klavierbearbeitung: Arno Oberländer)
- Georgine, Lied u. Foxtrott (Bearb.: Helm. Gardens), Kleine Sennerin, Tangolied (Text: Ralph Maria Siegel, Klavierbearbeitung Arno Oberländer)
- Meine alte Harmonika, Walzerlied, Text Erich Meder, Klavierbearbeitung: Arno Oberländer, u. v. a. m.

Operetten
- 1946: Herzkönig
- 1950: Premiere in Mailand
- 1957: Die ideale Geliebte
- 1960: Der Fürst von Monterosso

Schauspielmusik
- 1959: Drei Mädchen im Bikini
- 1964: Blütenkind im Schnee

Filmmusik
- 1934: Meine Frau, die Schützenkönigin
- 1937: Deutsche Siege in drei Erdteilen
- 1938: Monika – Eine Mutter kämpft um ihr Kind
- 1947: Herzkönig
- 1953: Südliche Nächte
- 1954: König der Manege
- 1955: Ein Herz bleibt allein
- 1956: Die Rosel vom Schwarzwald
- 1956: Die Stimme der Sehnsucht
- 1956: Schwarzwaldmelodie
- 1958: Schwarzwälder Kirsch
- 1965: …und sowas muß um 8 ins Bett
- 1969: Klein Erna auf dem Jungfernstieg

Instrumentalwerke
- 1961: Starfighter-Marsch (Auftragskomposition für die Luftwaffe nach Anregung von Franz Josef Strauß)
- Orchestersuiten An der blauen Adria, Kleine Harzer Suite

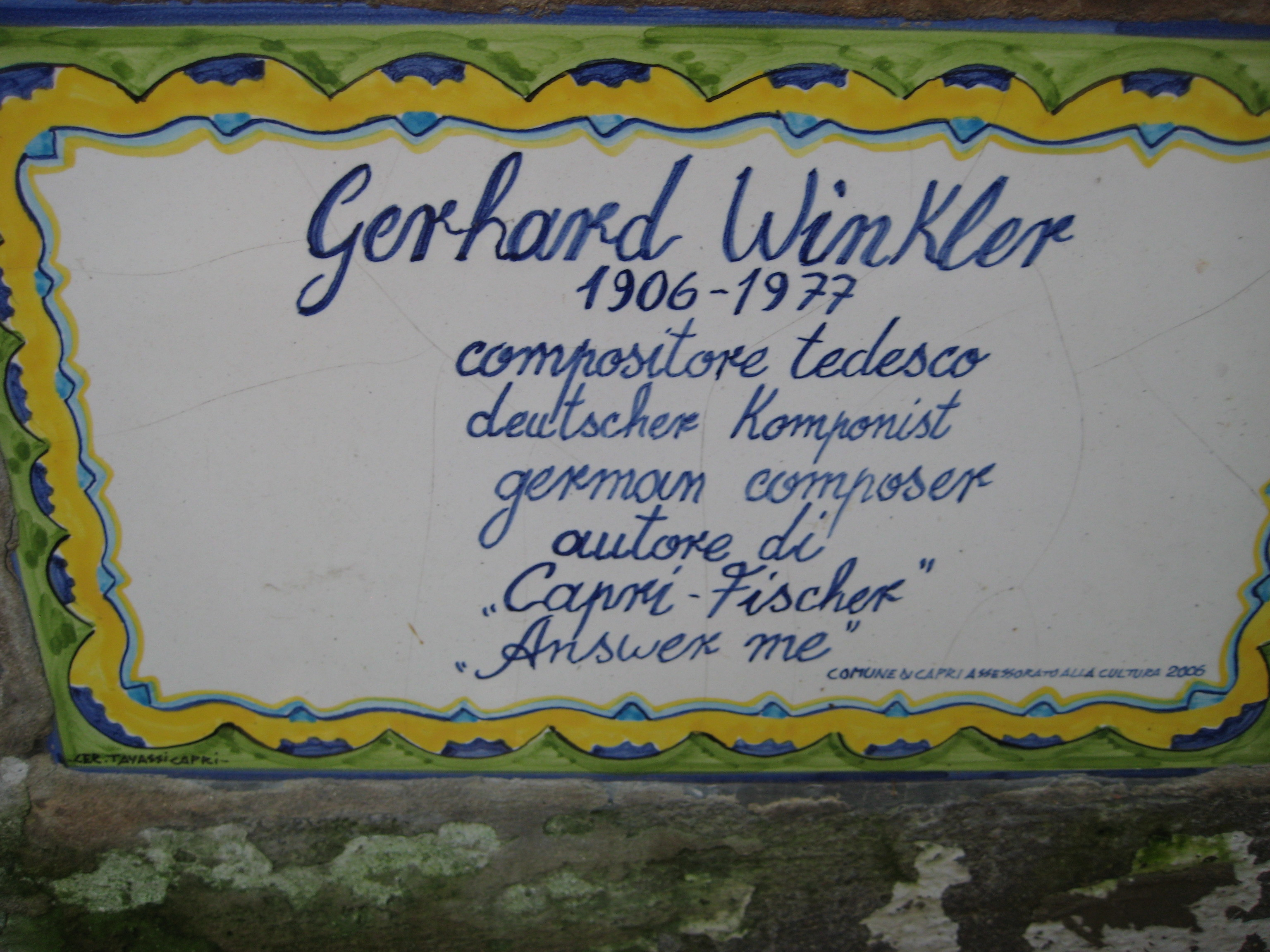
Auf Capri befindet sich eine Gedenktafel für den Komponisten der „Capri-Fischer“

## Auszeichnungen
- 1957: Paul-Lincke-Ring
- 1966: Bundesverdienstkreuz
- 1976: Silber-Medaille der Kulturabteilung des italienischen Außenministeriums
- 1987: Einweihung vom Gerhard-Winkler-Hof im Kölner Stadtteil Altstadt-Nord[4]
- 1996 (postum) für sein Lebenswerk Goldene Stimmgabel (Preis wurde durch die Witwe Traudl Winkler entgegengenommen)
- Wegen des Werbeeffekts für die Insel würdigte Capri den Komponisten mit einem Gedenkstein am Eingang des Parco di Augusto.